# Puget Sound Naval Shipyard

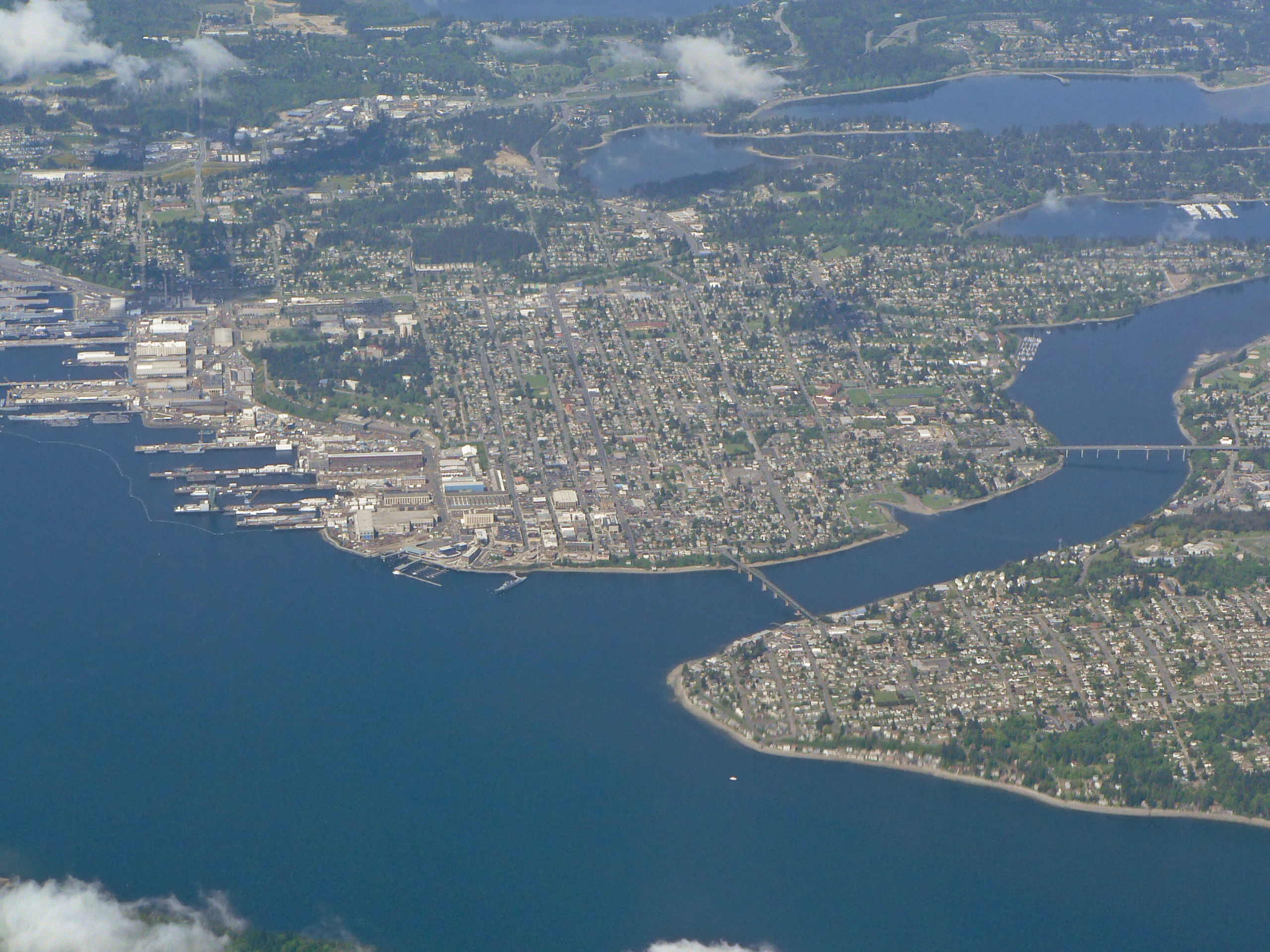
Veduta aerea del Puget Sound Naval Shipyard nel 2006: il cantiere è sulla sinistra della foto, circondato su tre lati dall'abitato della città di Bremerton

Il Puget Sound Naval Shipyard, ufficialmente Puget Sound Naval Shipyard and Intermediate Maintenance Facility (in sigla PSNS & IMF) è un cantiere navale della United States Navy che sorge sulle rive dello Stretto di Puget, nelle vicinanze della città di Bremerton nello Stato di Washington; è anche noto con le denominazioni di Navy Yard Puget Sound, Bremerton Navy Yard e Bremerton Naval Complex.
Principalmente dedicato alle attività di manutenzione e modernizzazione delle unità navali in servizio e di smantellamento di quelle dismesse (con particolare riferimento a quelle dotate di propulsione nucleare), il Puget Sound Naval Shipyard è integrato con la vicina Base navale di Kitsap e rappresenta il più grande cantiere navale della regione del Nord-ovest Pacifico nonché una delle più rilevanti installazioni industriali dello Stato di Washington, impiegando nelle sue attività non meno di 14.000 persone. In uso ininterrottamente dalla sua fondazione nel 1891, dall'agosto 1992 il cantiere è stato qualificato come sito storico di interesse nazionale (National Historic Landmark).

## Storia

### La fondazione

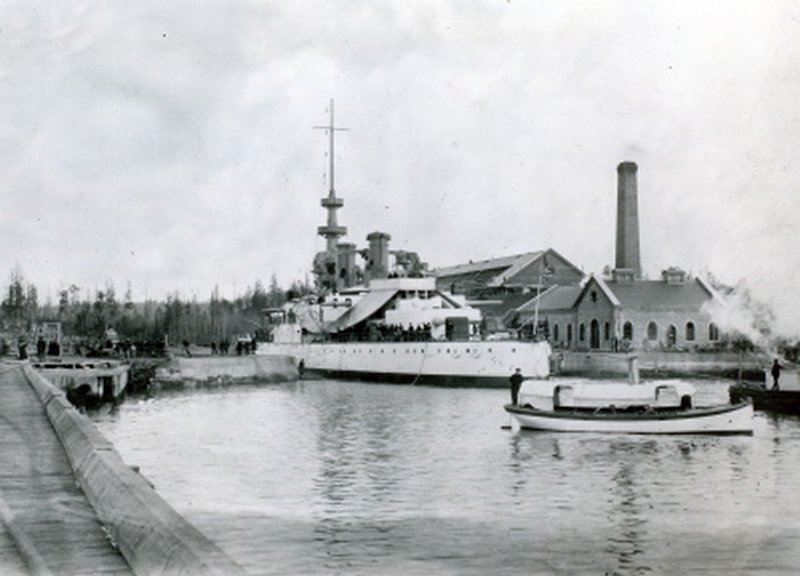
La pre-dreadnought Oregon fa il suo ingresso nel bacino di carenaggio di Puget Sound nel 1897

Nel 1877 la US Navy incaricò il tenente Ambrose Wyckoff di individuare il sito adatto per impiantare un porto protetto e dotato di acque profonde nella zona a settentrione del 42º parallelo nord; una necessità visto che la Marina non aveva alcuna installazione per la riparazione delle unità navali di grosso tonnellaggio operative nell'oceano Pacifico all'infuori del Mare Island Naval Shipyard nelle vicinanze di Vallejo in California. Partendo dall'arcipelago delle San Juan Islands e procedendo in direzione di Olympia al timone dello scuna Yukon, Wyckoff esplorò la vasta insenatura del Puget Sound individuandovi un sito adatto per la nuova base; un primo disegno di legge per autorizzare l'impianto della nuova base venne proposto al Congresso degli Stati Uniti nel 1879, ma fu lasciato cadere. La proposta venne ripresa nel 1888, quando il Congresso approvò la nomina di una commissione incaricata di individuare il sito adatto per la nuova base; la scelta cadde sull'insenatura del Sinclair Inlet all'interno del Puget Sound, e nel marzo 1889 il Congresso approvò lo stanziamento di 10.000 dollari per l'acquisto dei terreni destinati alla nuova base navale.
La struttura fu quindi inaugurata il 16 settembre 1891 come Naval Station Puget Sound, con il tenente Wyckoff come suo primo comandante. La base si estendeva originariamente su una superficie di 145 acri (0,59 km²), ma già nel 1892 la sua estensione venne portata a 190 acri (0,77 km²) con altri acquisti di terreno; lo scavo del primo dei sei bacini di carenaggio della base ebbe inizio nel dicembre dello stesso anno, e già nel 1897 la nave da battaglia USS Oregon fu messa in secca nello scalo. Nel 1901 la base divenne un cantiere navale sotto la designazione di Navy Yard Puget Sound, e varie strutture furono via via aggiunte tra cui una stazione radio nel 1906 e un ospedale nel 1911; nel 1903 il cantiere ospitava non meno di 1.000 operai civili, divenendo subito uno dei principali datori di lavoro della regione. Un secondo bacino di carenaggio, il più grande tra quelli all'epoca in uso negli Stati Uniti, venne aperto nel marzo 1913, mentre nel marzo 1917 il Congresso stanziò i fondi sufficienti per la realizzazione di un terzo bacino.

### Le guerre mondiali

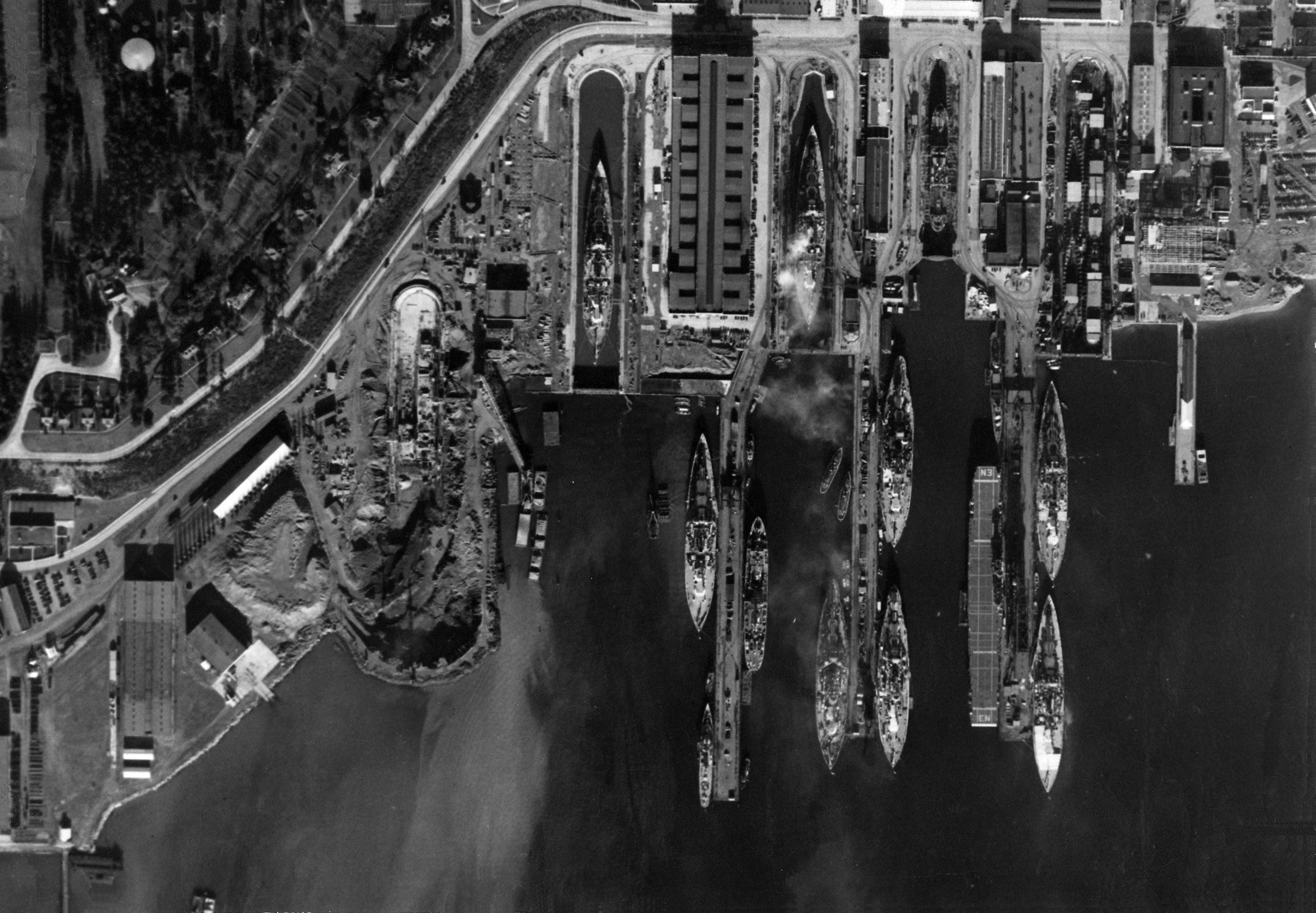
Veduta aerea del cantiere nel 1940; notare sulla sinistra il bacino di carenaggio numero 5 ancora in costruzione, mentre i moli e due dei quattro bacini esistenti ospitano un totale di otto navi da battaglia e una portaerei

Negli anni delle guerre mondiali il sito divenne ben presto un polo costruttivo di notevole rilievo tra quelli affacciati sulla West Coast statunitense. Durante la prima guerra mondiale uscirono dagli scali del cantiere non meno di 1.700 unità sottili per la US Navy, oltre a 25 cacciasommergibili, sette sommergibili, due dragamine e varie unità ausiliarie. Il numero degli operai impiegati al Puget Sound raggiunse la cifra di 6.500, ma decrebbe bruscamente a 3.000 all'inizio del periodo interbellico quando le limitazioni alle costruzioni navali imposte dai trattati internazionali dell'epoca portarono a una riduzione delle commesse; solo due unità navali uscirono dagli scali del Puget Sound negli anni 1920. Gli anni 1930 videro invece una notevole ripresa delle attività, visto che il governo statunitense vide nell'ampliamento della flotta un utile modo per ridurre i tassi di disoccupazione esplosi nel periodo della grande depressione: le installazioni del Navy Yard Puget Sound furono ampliate e modernizzate, furono avviati vari programmi di nuove costruzioni e nel 1939 il cantiere era tornato a impiegare più di 6.000 operai civili. La costruzione di un quarto bacino di carenaggio prese il via nel 1939, seguita da quella di un quinto bacino nel 1940, facendo di Puget Sound il più importante cantiere navale della West Coast.
Nel corso della seconda guerra mondiale il cantiere si orientò principalmente nelle operazioni di manutenzione delle unità navali e di riparazione delle navi danneggiate in battaglia, sia degli Stati Uniti che dei paesi alleati: cinque delle otto navi da battaglia statunitensi affondate nell'attacco di Pearl Harbor del 7 dicembre 1941 furono riparate e rimesse in condizioni di combattere nei bacini di Puget Sound, e in totale nel corso dell'intero conflitto gli scali del cantiere ospitarono per lavori di manutenzione e modernizzazione (spesso per più volte di seguito) 26 navi da battaglia, 18 portaerei, 13 incrociatori e 79 cacciatorpediniere. Tra il 1941 e il 1945 gli operai del Navy Yard Puget Sound furono all'opera su circa 400 unità navali da guerra che transitarono per gli scali del cantiere, comprese 53 unità costruite ex novo tra cui cinque portaerei, 13 cacciatorpediniere e otto cacciatorpediniere di scorta; nel 1945 la forza lavoro del cantiere era cresciuta a 32.500 persone, impegnate su turni di 24 ore e per buona parte alloggiate nella vicina Seattle: le necessità del trasporto degli operai sul luogo di lavoro portarono a un potenziamento delle linee di traghetti che collegavano Seattle e Bremerton, con anche 35 viaggi al giorno.

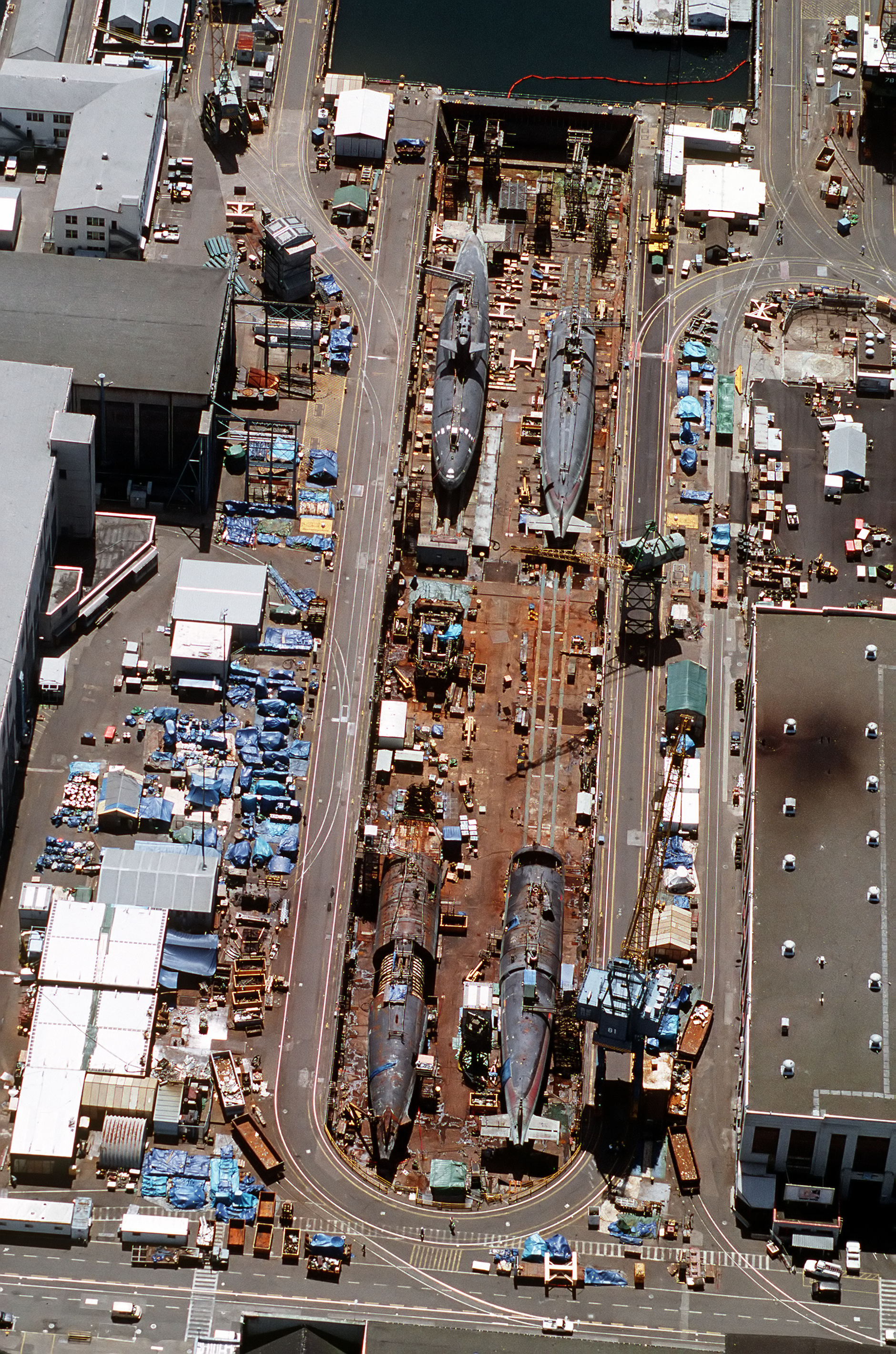
Uno dei bacini di carenaggio di Puget Sound fotografato dall'alto nel 1993; notare i quattro sottomarini al suo interno in varie fasi di smantellamento

### Dalla guerra fredda ai giorni nostri
Dopo il secondo conflitto mondiale il cantiere assunse la designazione di Puget Sound Naval Shipyard il 30 novembre 1945, venendo impiegato nelle operazioni di disarmo delle unità della United States Pacific Fleet ormai in sovrannumero rispetto alle esigenze del tempo di pace; il cantiere fu inoltre assiduamente impegnato nei lavori di modernizzazione della vasta flotta di portaerei statunitensi, attività proseguita fino agli anni 1960. La forza lavoro calò drasticamente rispetto agli anni di guerra, ma nel 1946 contava ancora poco meno di 9.000 operai. Nel corso degli anni 1950 il cantiere si specializzò nell'assemblaggio di fregate missilistiche, mentre il 23 aprile 1962 fu inaugurato il sesto e ultimo bacino di carenaggio dell'impianto, grande a sufficienza per poter ospitare le superportaerei della nuova classe Forrestal.
Dal 1961 il cantiere iniziò a operare come centro di riparazioni per la crescente flotta di sottomarini della US Navy, e nel 1965 lo USS Sculpin fu il primo sottomarino a propulsione nucleare a essere messo ai lavori nel Puget Sound. Dopo lavori di modernizzazione del cantiere stesso portati a termine all'inizio degli anni 1970, la manutenzione delle unità a propulsione nucleare della US Navy divenne ben presto una delle attività più importanti del Puget Sound Naval Shipyard; nel 1990 la Marina trasformò il Puget Sound Naval Shipyard in un sito pioniere per le attività di smantellamento e riciclo dei reattori nucleari navali delle unità radiate dal servizio, e il cantiere divenne l'unica struttura della US Navy in grado di fornire un simile servizio.
Il 15 maggio 2003 il cantiere venne consolidato in un'unica struttura con il centro di manutenzione di Bangor (parte della vicina base navale di Kitsap) per formare il Puget Sound Naval Shipyard and Intermediate Maintenance Facility (PSNS & IMF); per quella data il cantiere copriva un'area di 344 acri (1,39 km²), con sei bacini di carenaggio, nove moli e 382 strutture a terra, mentre la forza lavoro ammontava a circa 8.000 operai civili nel 2002. Dal cantiere dipendono anche due centri di manutenzione esterni, uno aperto nel 1998 a San Diego in California e uno aperto a Yokosuka in Giappone nel 2007, espressamente dedicati all'assistenza delle portaerei a propulsione nucleare della US Navy.